# جاستن ميلر
جاستن ميلر (بالإنجليزية: Justin Miller)‏ هو لاعب كرة قاعدة أمريكي، ولد في 27 أغسطس 1977 في توررانسي في الولايات المتحدة، وتوفي في 26 يونيو 2013 في Palm Harbor, Florida ‏ في الولايات المتحدة.

## وصلات خارجية
- جوستين ميلر على موقع دوري كرة القاعدة الرئيسي (الإنجليزية)
- جوستين ميلر على موقع الدوري الياباني لكرة القاعدة (الإنجليزية)
- جوستين ميلر على موقعبيزبول رفرنس.كوم (الدوري الرئيسي) (الإنجليزية)
- جوستين ميلر على موقعبيزبول رفرنس.كوم (الدوري الثانوي) (الإنجليزية)
- جوستين ميلر على موقع إي إس بي إن.كوم (أم.أل.بي) (الإنجليزية)
- جوستين ميلر على موقع مشجعي الرسوم البيانية (الإنجليزية)